# Gabion

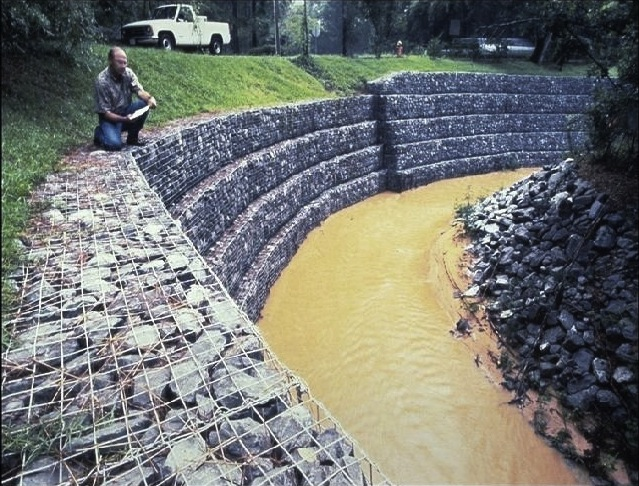
Gabionová zeď

Gabion je drátokamenný (drátoštěrkový) prvek, sloužící k přenášení zemních tlaků (např. opěrné či zárubní zdi), dále také jako opevnění při stabilizaci břehů upravovaných vodních toků, nebo např. na čela mostních objektů a propustků. Využívá se také v zahradní architektuře, nebo jako zeď místo oplocení.

## Popis stavebního prvku

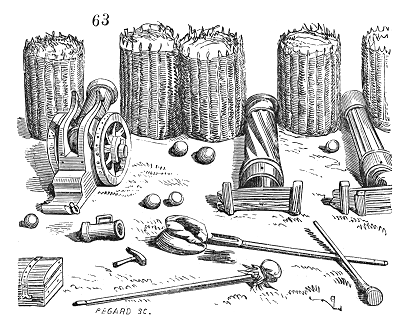
Gabiony – proutěné koše naplněné hlínou jako provizorní opevnění

Prvek je vytvořen ze svařovaných sítí spojených pomocí šroubovic ze silného drátu do pravidelného tvaru (kvádr). Často je ošetřen proti korozi pomocí zinkování nebo aluzinkovou povrchovou ochranou. Po okrajích koše se vyskládá kamenivo větší frakce a vnitřek koše se vysype kamenivem menší frakce.
Velkou výhodou gabionových konstrukcí je, že nevyžadují budování drenáže, protože voda jimi proteče. Konstrukce nepřitěžuje působení vody ani v extrémních podmínkách (např. při povodních) a jsou na tyto vlivy odolnější než např. betonové konstrukce.

## Původ názvu
Historicky se tímto názvem označovaly koše z proutí naplněné zeminou. Používalo se jako polní opevnění.

## Ukázky použití

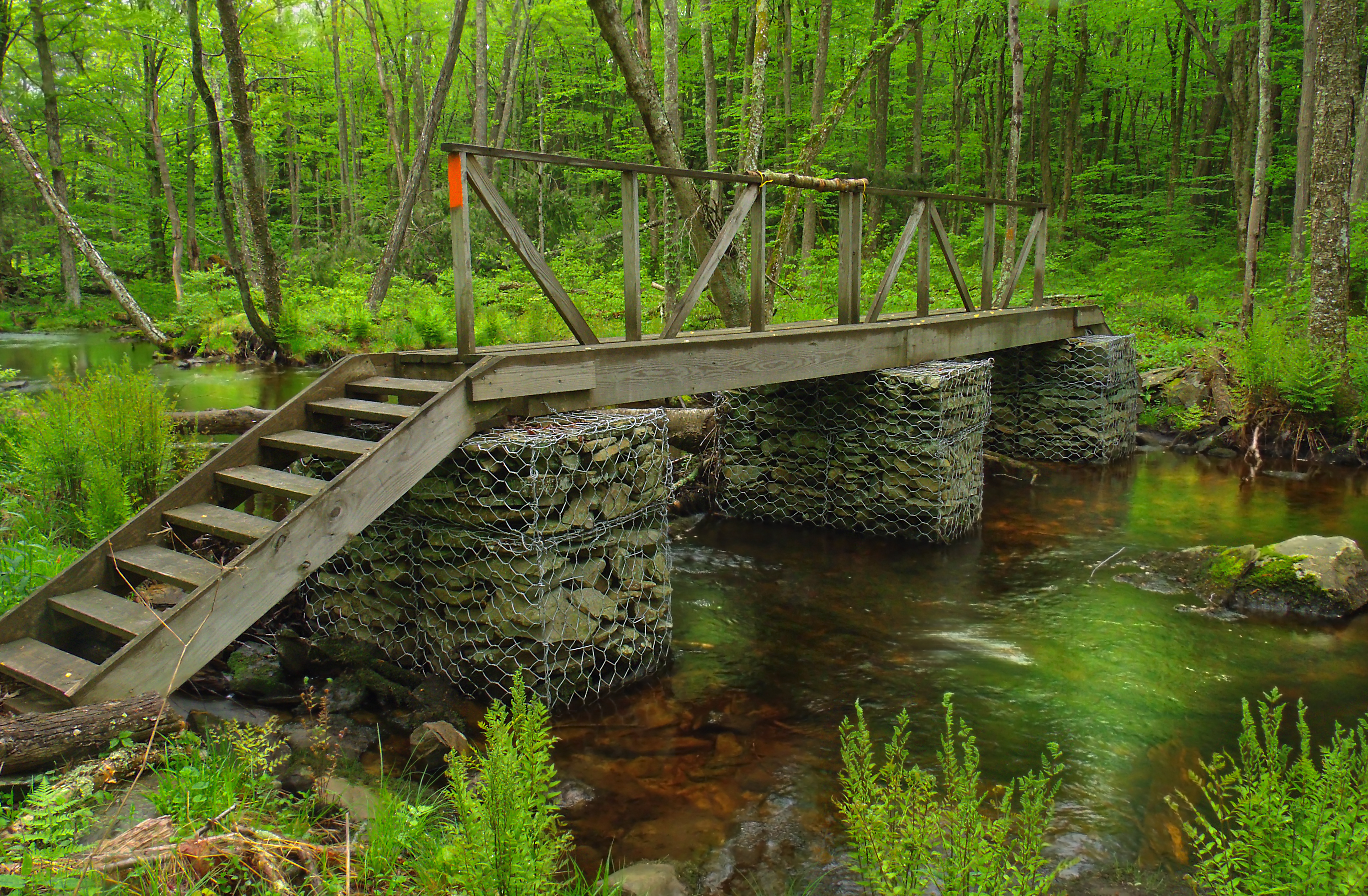
Pilíře mostku, Delaware State Forest, Pensylvánie
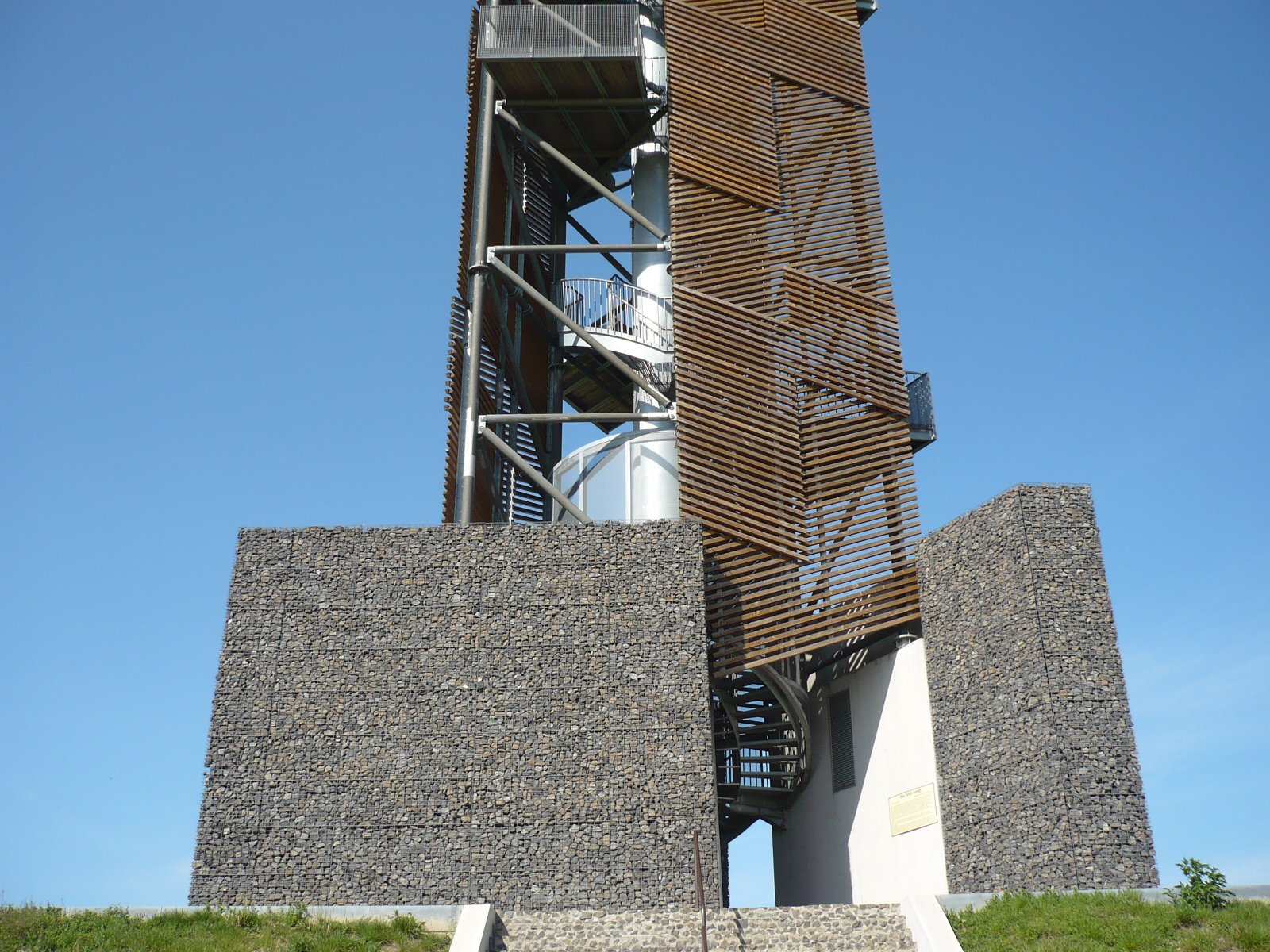
Gabiony u základny rozhledny Romanka na Nymbursku
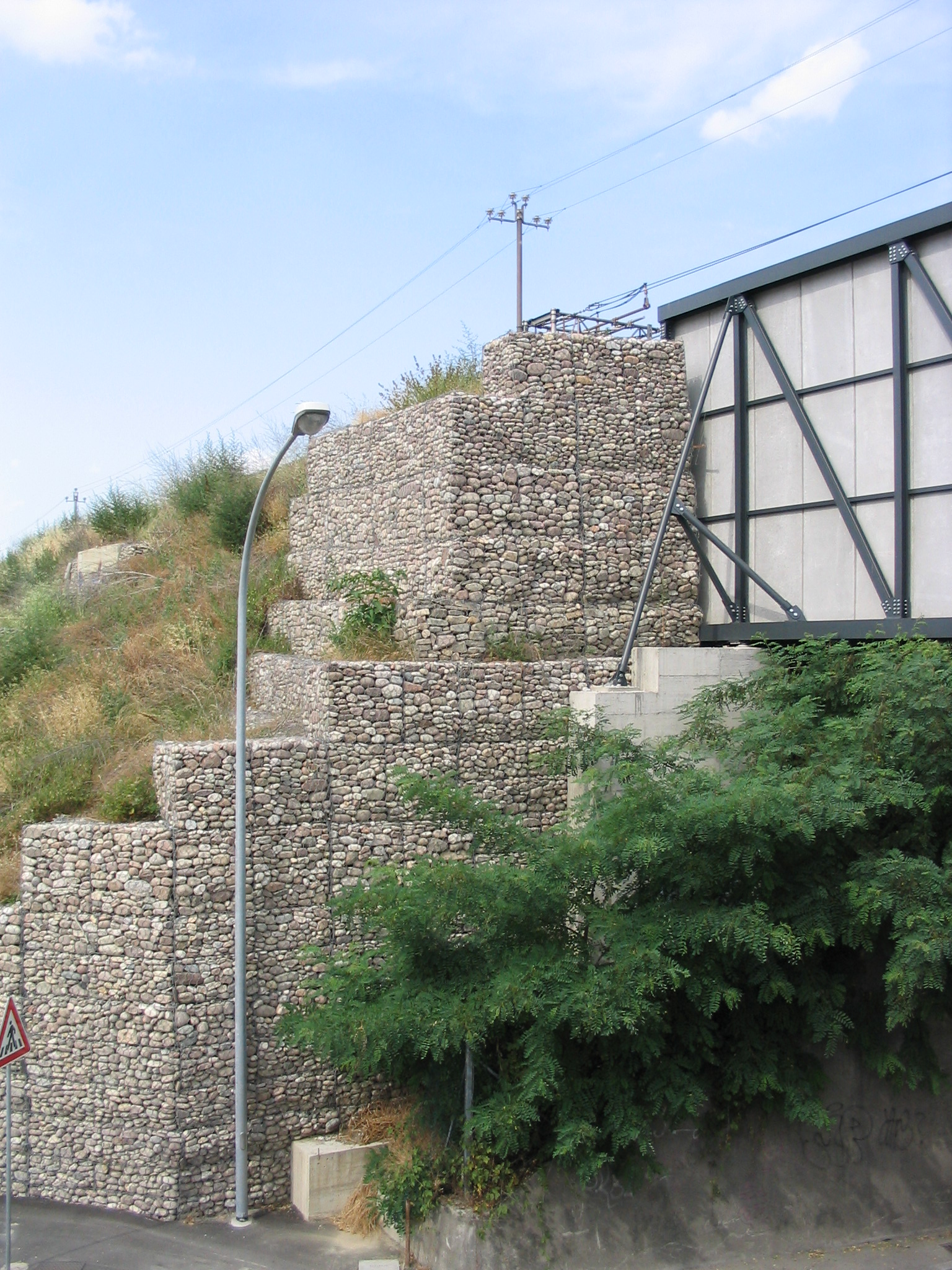
Mostní křídla z gabionů na mostní opěře
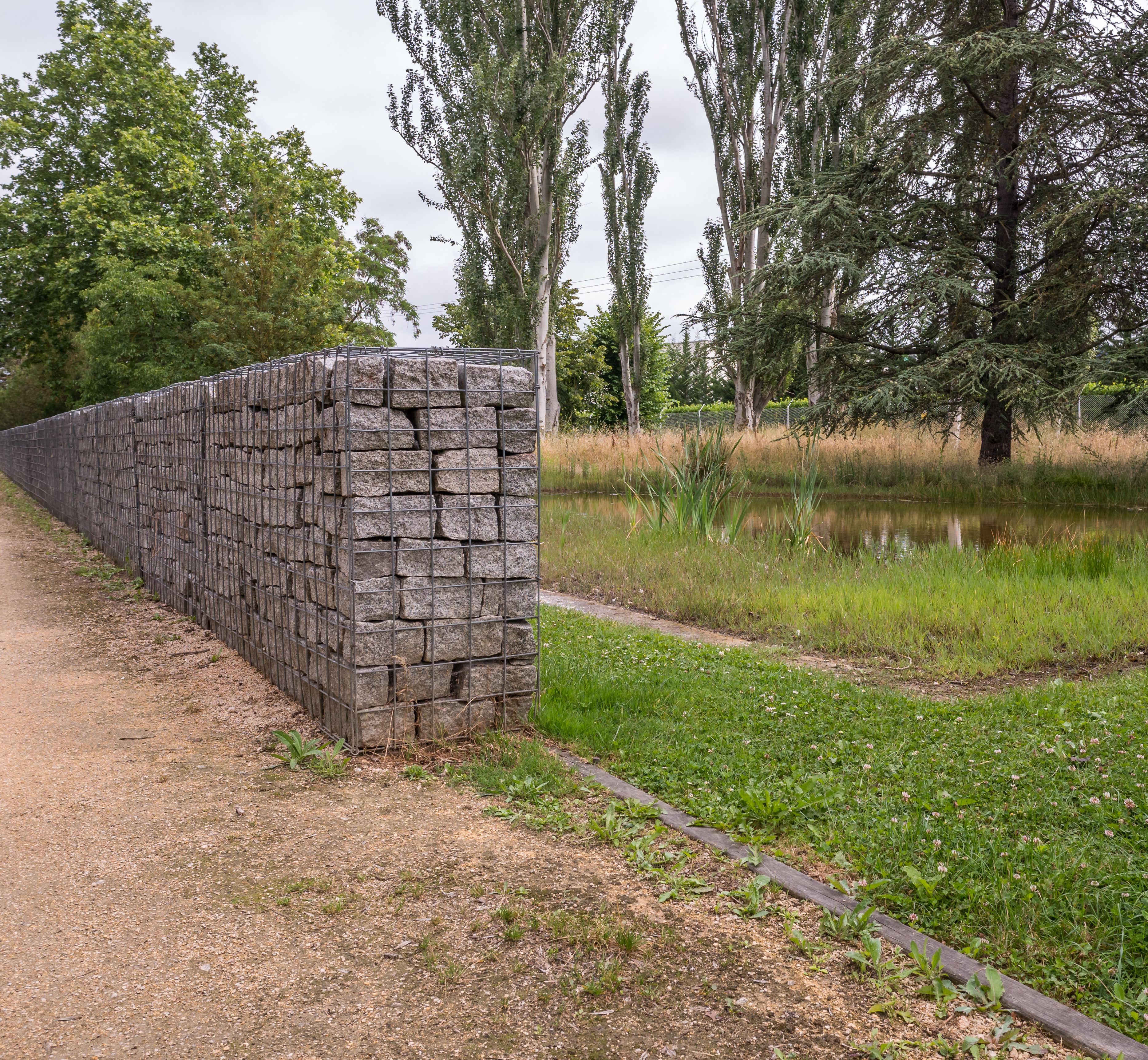
Zeď v Parku biodiverzity, Vitoria-Gasteiz, Baskicko
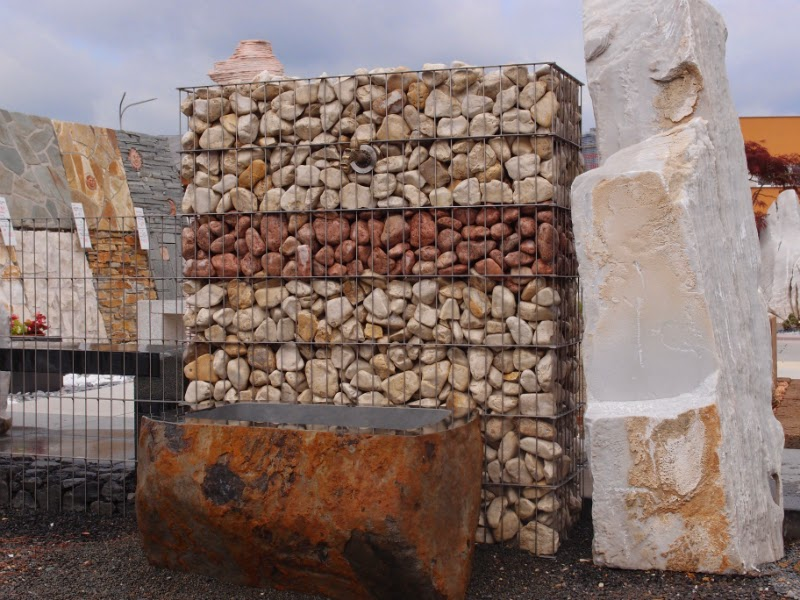
Gabionový prvek s použitím různobarevných kamenů
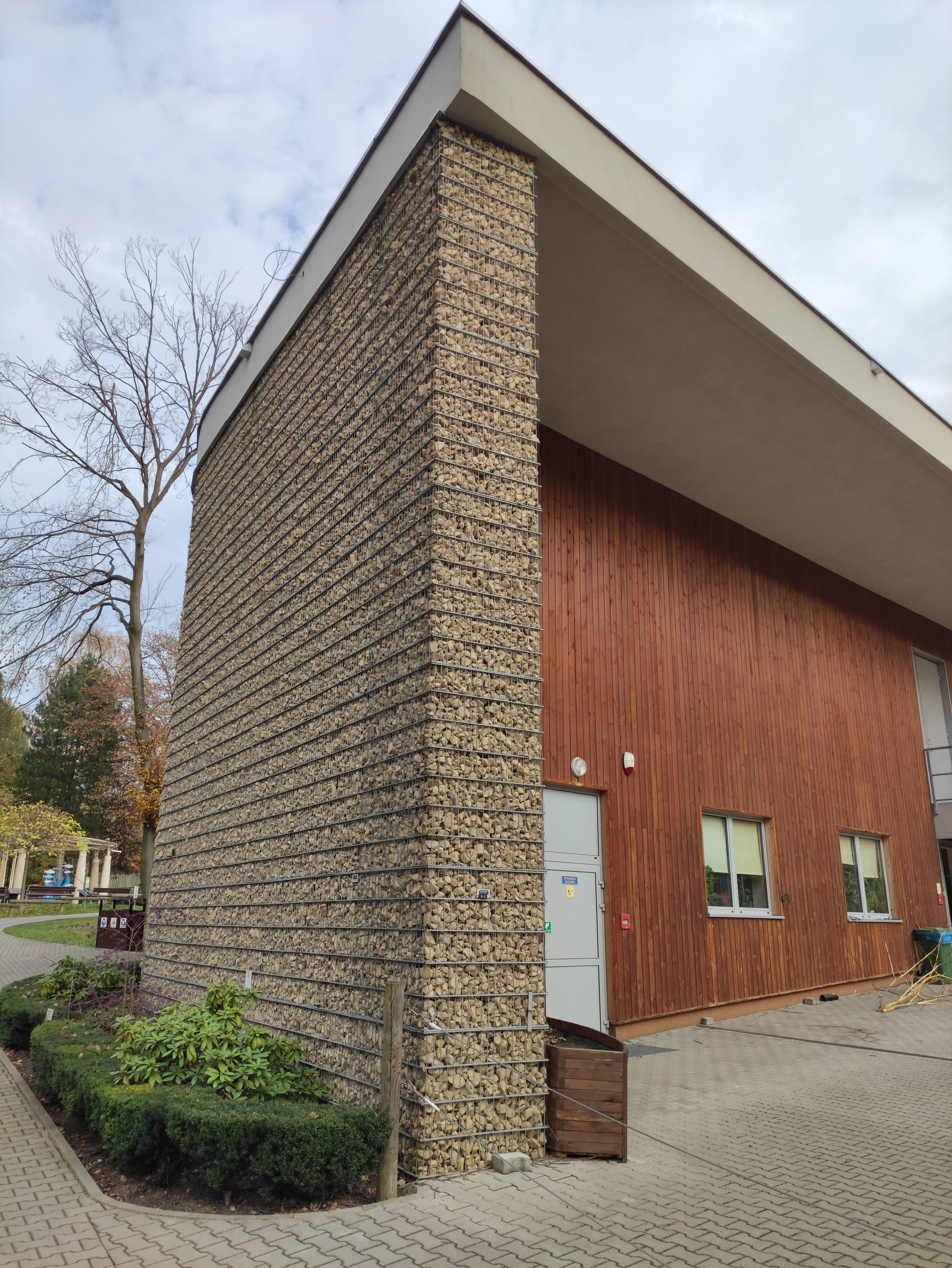
Gabionová stěna budovy v Zoo Kraków v Polsku